# Fabian Apfel
Fabian Apfel (* 28. Januar 1999 in Coburg) ist ein deutscher Handballspieler.

## Vereinskarriere
Apfel hat seit 2009 alle Jugendmannschaften des HSC 2000 Coburg durchlaufen und wechselte 2018 in die Profimannschaft, wo er als Torwart eingesetzt wird. Zunächst wurde er hauptsächlich in der Reserve eingesetzt, die in der 3. Liga spielt. In der Saison 2018/19 kam er zu ersten Einsätzen in der Bundesliga. In der Spielzeit 2019/20, in der Coburg der Aufstieg in die Bundesliga gelang, kam er zu drei Einsätzen. In der Bundesliga-Saison 2020/21 nahm er an elf Partien teil. Am Saisonende stieg die Mannschaft wieder ab. In der Saison 2021/22 wurde er in 18 Zweitligaspielen eingesetzt.